# Antocha (Orimargula) nigristyla
Antocha (Orimargula) nigristyla is een tweevleugelige uit de familie steltmuggen (Limoniidae). De soort komt voor in het Afrotropisch gebied.